# Rans
Rans è un comune francese di 473 abitanti situato nel dipartimento della Giura nella regione della Borgogna-Franca Contea.

## Società

### Evoluzione demografica
Abitanti censiti